# 選別
| ウィキペディアには「選別」という見出しの百科事典記事はありません（タイトルに「選別」を含むページの一覧/「選別」で始まるページの一覧）。 代わりにウィクショナリーのページ「選別」が役に立つかもしれません。 |